# Merochlorops cinctus
Merochlorops cinctus är en tvåvingeart som först beskrevs av de Meijere 1916.  Merochlorops cinctus ingår i släktet Merochlorops och familjen fritflugor. Inga underarter finns listade i Catalogue of Life.